# Olaus Nezelius
Olaus Erici Nezelius Uplandus, född 1638 i Näs socken, Uppland, död 21 juli 1710, var en svensk professor och biskop.

## Biografi
Olaus Nezelius var son till kapellanen i Näs Ericus Magnus Filmerus. Han blev student vid Uppsala universitet där blev informator åt Bengt Lilliehööks söner, vilka han följde på studieresor i bland annat Frankrike. 1672 promoverades han till magister i Uppsala, och blev 1676 vice bibliotekarie vid Uppsala universitetsbibliotek. Året därefter utsågs han till extra ordinarie professor vid Uppsala universitet, samt 1682 till pastor i Hageby och Ramstad. 1692 utsågs han till prost i Vingåker, vilket han var när han 1703 fick kungens fullmakt som biskop i Göteborgs stift.
Nezelius var gift med Margareta Benzelia, dotter till ärkebiskop Erik Benzelius d.ä. och Margaretha Odhelia som tillhörde Bureätten, dotter till Erik Odhelius och dotterdotter till Olof Laurelius. Han var också gift med Margareta Rudbeck, dotter till biskop Petrus Johannis Rudbeckius och dotterdotter till Johan Stiernhöök.